# Condat-lès-Montboissier
Pour les articles homonymes, voir Condat.
Condat-lès-Montboissier est une commune française, située dans le département Puy-de-Dôme en région Auvergne-Rhône-Alpes.

## Géographie

### Localisation
Le village se situe au sud-est du département du Puy-de-Dôme, dans le Parc naturel régional Livradois-Forez.
Lieux-dits et écarts : la Bégande, le Blondin, le Bouchet, Boude, le Bourg, la Bournerie, Chadebost, Chantagrelle, la Chassagne, la Côte, Echaffoy, les Épines, la Garde, Genettes, les Gouttes, le Jaladis, Liberty (château), Lorbagnat, la Lyonne, Meydat, la Michinie, Montcoudoux, Montmorin, le Mornet, Moulin de Fantet, le Moulin de Lérissat, la Perrerie, Pissis, le Puy Chabrol, le Sopt, Veillerette.

### Communes limitrophes
Six communes sont limitrophes de Condat-lès-Montboissier :
| Brousse, Sugères                                       |                         |            |
| Égliseneuve-des-Liards, Saint-Quentin-sur-Sauxillanges | Condat-lès-Montboissier | Échandelys |
|                                                        | Saint-Genès-la-Tourette |            |

### Géologie et relief
L'altitude varie entre 591 et 880 mètres (altitude moyenne de 736 mètres).

### Climat
Pour des articles plus généraux, voir Climat d'Auvergne-Rhône-Alpes et Climat du Puy-de-Dôme.
En 2010, le climat de la commune est de type climat des marges montargnardes, selon une étude du Centre national de la recherche scientifique s'appuyant sur une série de données couvrant la période 1971-2000. En 2020, Météo-France publie une typologie des climats de la France métropolitaine dans laquelle la commune est exposée à un climat de montagne ou de marges de montagne et est dans la région climatique  Nord-est du Massif Central, caractérisée par une pluviométrie annuelle de 800 à 1 200 mm, bien répartie dans l’année. 
Pour la période 1971-2000, la température annuelle moyenne est de 9 °C, avec une amplitude thermique annuelle de 16,4 °C. Le cumul annuel moyen de précipitations est de 937 mm, avec 10 jours de précipitations en janvier et 8 jours en juillet. Pour la période 1991-2020, la température moyenne annuelle observée sur la station météorologique de Météo-France la plus proche, « Cunlhat », sur la commune de Cunlhat à 10 km à vol d'oiseau, est de 10,1 °C et le cumul annuel moyen de précipitations est de 1 010,2 mm,. Pour l'avenir, les paramètres climatiques de la commune estimés pour 2050 selon différents scénarios d'émission de gaz à effet de serre sont consultables sur un site dédié publié par Météo-France en novembre 2022.

### Environnement
La faune et la flore est variée. On retrouve un grand nombre de feuillus : hêtres, chênes, frênes, cerisiers et noyers sauvages. Parmi les fleurs, on retrouve des marguerites, des jonquilles, des pissenlits ou des violettes.
Une grande diversité animale, chevreuils, biches, sangliers pour les plus connus et beaucoup d'espèces protégées (milans).
Condat-lès-Montboissier offre une vue exceptionnelle sur la chaîne des Volcans d'Auvergne.

### Transports
Le territoire communal est traversé par les routes départementales 39 (de Sauxillanges à Saint-Éloy-la-Glacière), 58 et 75.

## Urbanisme

### Typologie
Au 1er janvier 2024, Condat-lès-Montboissier est catégorisée commune rurale à habitat très dispersé, selon la nouvelle grille communale de densité à sept niveaux définie par l'Insee en 2022.
Elle est située hors unité urbaine et hors attraction des villes,.

### Occupation des sols
L'occupation des sols de la commune, telle qu'elle ressort de la base de données européenne d’occupation biophysique des sols Corine Land Cover (CLC), est marquée par l'importance des forêts et milieux semi-naturels (59,2 % en 2018), une proportion identique à celle de 1990 (59,2 %). La répartition détaillée en 2018 est la suivante : 
forêts (57,5 %), zones agricoles hétérogènes (24 %), prairies (16,8 %), milieux à végétation arbustive et/ou herbacée (1,8 %). L'évolution de l’occupation des sols de la commune et de ses infrastructures peut être observée sur les différentes représentations cartographiques du territoire : la carte de Cassini (XVIIIe siècle), la carte d'état-major (1820-1866) et les cartes ou photos aériennes de l'IGN pour la période actuelle (1950 à aujourd'hui).

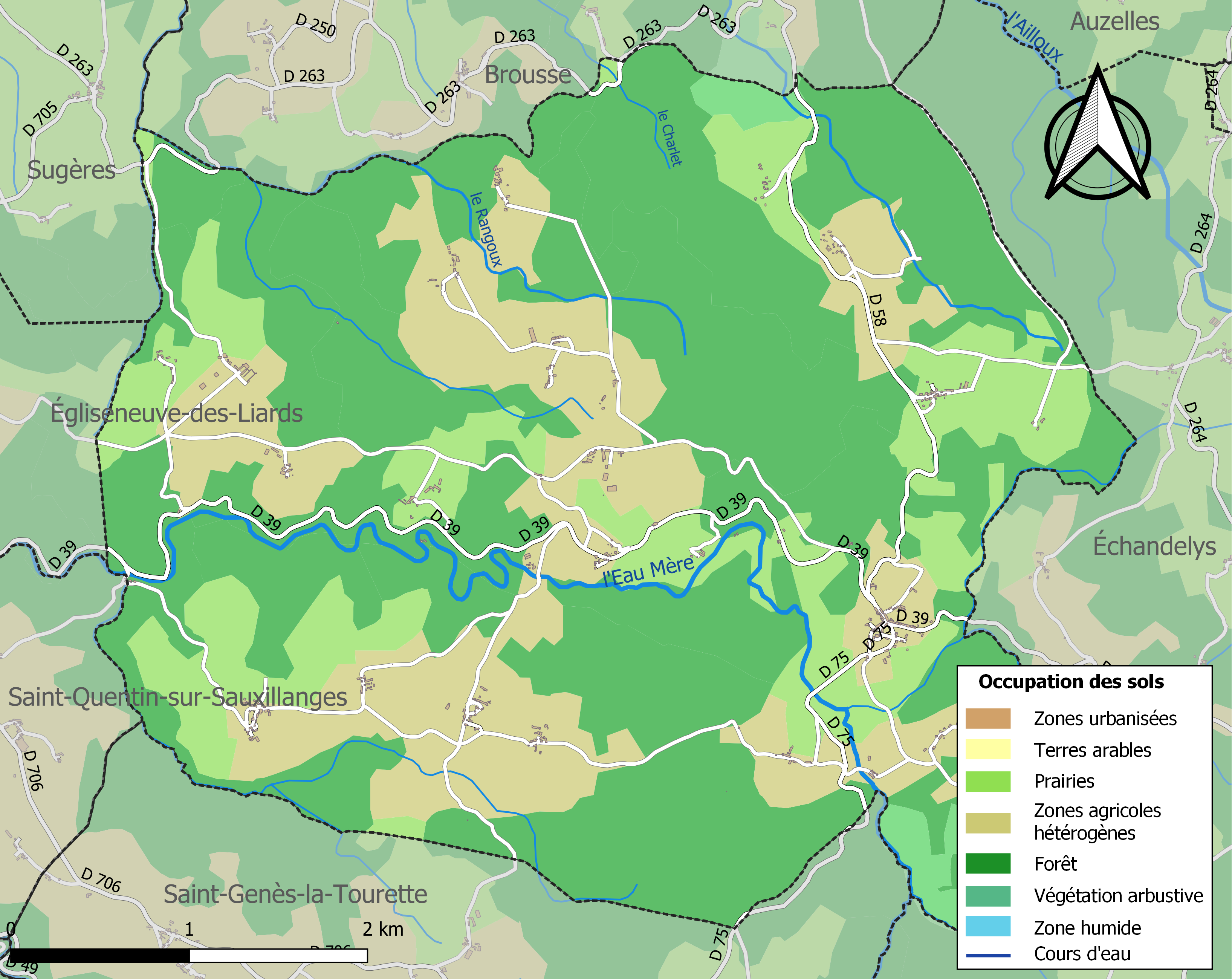
Carte des infrastructures et de l'occupation des sols de la commune en 2018 (CLC).

## Politique et administration
| Période                                  | Période                    | Identité                         | Étiquette | Qualité |
| ---------------------------------------- | -------------------------- | -------------------------------- | --------- | --- |
| Les données manquantes sont à compléter. |                            |                                  |           | |
| 1793                                     |                            | Benoît Force                     |           | |
| 1806                                     |                            | Claude Mozac-Liberty             |           | |
| 1814                                     |                            | Marcelin Mozac-Duchambon         |           | |
| 1818                                     |                            | Pierre-Jérôme Bastier-Lapraderie |           | |
| 1826                                     |                            | Pierre Coudert                   |           | |
| 1841                                     |                            | Joseph Fayet                     |           | |
| 1847                                     |                            | Antoine-Marie Fayolle            |           | |
| 1878                                     |                            | Claude Barrière                  |           | |
| 1884                                     |                            | Damien Communal                  |           | |
| 1888                                     |                            | Ludovic Verny                    |           | |
| 1890                                     |                            | Antoine Farge                    |           | |
| 1892                                     |                            | Henri Amblard                    |           | |
| 1913                                     |                            | Xavier Coudert                   |           | |
| 1925                                     |                            | Antoine Tourdias                 |           | |
| 1926                                     |                            | Xavier Coudert                   |           | |
| 1929                                     |                            | Alexis Pointud                   |           | |
| 1939                                     |                            | Victor Gladel                    |           | |
| 1945                                     |                            | Antoine Michy                    |           | |
| 1947                                     |                            | Marius Rigoulet                  |           | |
| 1965                                     |                            | Jean Laroche                     |           | |
| 1971                                     |                            | Raymond Thuaire                  |           | |
| 1979                                     |                            | Jean-Claude Mialon               |           | |
| 2008                                     | 2020                       | Mme Dominique Giron              | DVG       | Conseillère générale du canton de Saint-Germain-l'Herm Conseillère départementale du canton des Monts du Livradois 6e vice-présidente du conseil départemental chargée de l'innovation et de la transition énergétique |
| 2020                                     | En cours (au 10 août 2020) | Corinne Delair                   |           | Secrétaire administrative |

## Population et société

### Démographie
L'évolution du nombre d'habitants est connue à travers les recensements de la population effectués dans la commune depuis 1793. Pour les communes de moins de 10 000 habitants, une enquête de recensement portant sur toute la population est réalisée tous les cinq ans, les populations de référence des années intermédiaires étant quant à elles estimées par interpolation ou extrapolation. Pour la commune, le premier recensement exhaustif entrant dans le cadre du nouveau dispositif a été réalisé en 2006.

En 2022, la commune comptait 230 habitants, en évolution de +2,22 % par rapport à 2016 (Puy-de-Dôme : +2,1 %, France hors Mayotte : +2,11 %).
| 1793 | 1800 | 1806 | 1821  | 1831  | 1836  | 1841  | 1846  | 1851  |
| ---- | ---- | ---- | ----- | ----- | ----- | ----- | ----- | ----- |
| 880  | 912  | 971  | 1 117 | 1 202 | 1 233 | 1 261 | 1 285 | 1 209 |

| 1856  | 1861  | 1866  | 1872  | 1876  | 1881  | 1886  | 1891 | 1896 |
| ----- | ----- | ----- | ----- | ----- | ----- | ----- | ---- | ---- |
| 1 109 | 1 046 | 1 033 | 1 056 | 1 055 | 1 109 | 1 046 | 950  | 985  |

| 1901 | 1906 | 1911 | 1921 | 1926 | 1931 | 1936 | 1946 | 1954 |
| ---- | ---- | ---- | ---- | ---- | ---- | ---- | ---- | ---- |
| 942  | 902  | 808  | 714  | 646  | 606  | 536  | 446  | 430  |

| 1962 | 1968 | 1975 | 1982 | 1990 | 1999 | 2006 | 2011 | 2016 |
| ---- | ---- | ---- | ---- | ---- | ---- | ---- | ---- | ---- |
| 376  | 320  | 276  | 242  | 216  | 210  | 230  | 223  | 225  |

| 2021 | 2022 | - | - | - | - | - | - | - |
| ---- | ---- | - | - | - | - | - | - | - |
| 229  | 230  | - | - | - | - | - | - | - |

### Enseignement
Condat-lès-Montboissier dépend de l'académie de Clermont-Ferrand et gère une école d'une vingtaine d'élèves.

## Économie
- commerces,
- scieries, lutherie, ébénisteries,
- gîtes touristiques et chambres d'hôtes.

## Culture locale et patrimoine

### Lieux et monuments

#### Patrimoine religieux
- Église communale de Saint-Pierre-aux-Liens, église romane du XVe siècle. Le portique d'entrée possède de beaux motifs chrétiens.

#### Patrimoine civil
- Château de Liberty des XVIIIe et XIXe siècles qui fait l’objet d’une inscription au titre des monuments historiques depuis le 25 février 1974[21]. Ce dernier renferme des objets classés, dont les pièces murales du XVIIIe siècle, classées depuis le 23 octobre 1974[22].
- Château de Meydat du XVe ou XVIe siècle.
- Monument aux morts de la Première Guerre mondiale.

### Héraldique
| Blason de Condat-lès-Montboissier | Blason  | D'or au lion de sable, à la bordure de gueules chargée d'une chaine d'argent posée en orle. |
| Blason de Condat-lès-Montboissier | Détails | Le statut officiel du blason reste à déterminer.                                            |

## Archives
- Registres paroissiaux et d'état civil depuis :
- Délibérations municipales depuis :